# Provinciale Wetgevende Macht van Limpopo
De Provinciale Wetgevende Macht van Limpopo (Engels: Limpopo Provincial Legislature; Afrikaans: Limpopo pronvisiale wetgewer) is de volksvertegenwoordiging van de Zuid-Afrikaanse provincie Limpopo. Tussen 1994 en 1995 stond de volksvertegenwoordiging bekend als de Provinciale Wetgevende Macht van Noord-Transvaal en van 1995 tot 2003 als de Provinciale Wetgevende Macht van de Noorderprovincie.
De Provinciale Wetgevende Macht telt 49 leden die worden gekozen voor een periode van vijf jaar. De verkiezingen voor de Provinciale Wetgevende Macht vinden tegelijkertijd plaats met de landelijke parlementsverkiezingen. Bij de verkiezingen van 2019 bleef het Afrikaans Nationaal Congres (ANC) met 38 zetels de grootste en beschikt over een absolute meerderheid en vormt uit het midden van het provinciale parlement een regering (Uitvoerende Macht) met aan het hoofd een premier. Als grootste partij levert het ANC ook de parlementsvoorzitter, Rosmary Molapo die in 2020 aantrad.
De oppositie wordt gevormd door drie partijen: de Economische Vrijheidsstrijders (EFF) (7), de Democratische Alliantie (DA) (3) en het Vrijheidsfront Plus (FF+) (1). Deze laatste partij maakte na een afwezigheid van tien haar rentree in de Provinciale Wetgevende Macht.
De Provinciale Wetgevende Macht zetelt in het Government Complex in Lebowakgomo.

## Zetelverdeling

Zetelverdeling na de verkiezingen van 2019

## Lijst van voorzitters
| Naam                       | Begin termijn | Einde termijn | Partij |
| -------------------------- | ------------- | ------------- | ------ |
| T.G. Mashamba              | 1994          | 1999          | ANC    |
| Robert Malavi              | 1999          | 2004          | ANC    |
| Tshenuwani Farisani        | 2004          | 2009          | ANC    |
| Rudolph Phala              | 2009          | 2013          | ANC    |
| Kwena Elias Nong           | 2013          | 2014          | ANC    |
| Merriam Ramadwa            | 2014          | 2015          | ANC    |
| Polly Boshielo             | 2015          | 2019          | ANC    |
| Mavhungu Lerule-Ramakhanya | 2019          | 2020          | ANC    |
| Rosemary Molapo            | 2020          | heden         | ANC    |